# Le Roi des allumettes
Pour plus de détails, voir Fiche technique et Distribution.
Le Roi des allumettes (The Match King) est un film américain réalisé par William Keighley et Howard Bretherton, sorti en 1932.

## Synopsis

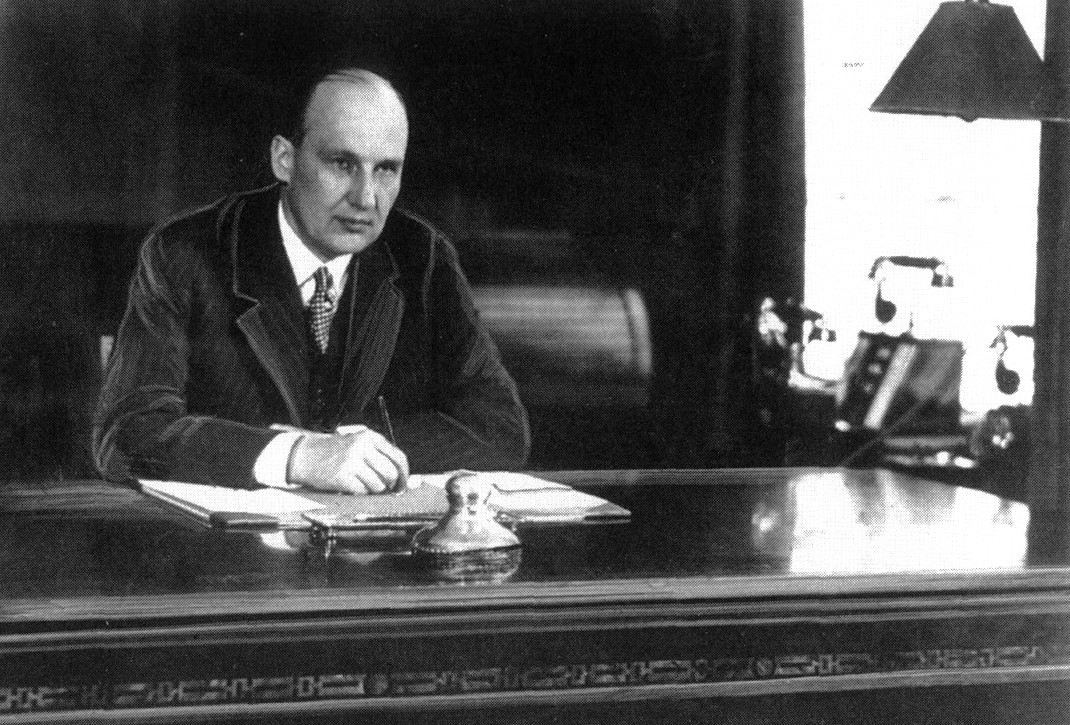
Ivar Kreuger à son bureau dans les années 1930

Le film est basé sur la vie de l'homme d'affaires suédois Ivar Kreuger (1880-1932), connu comme étant le « roi des allumettes ».

## Fiche technique
- Titre original : The Match King
- Réalisation : William Keighley et Howard Bretherton
- Scénario : Houston Branch, Sidney Sutherland
- Producteur : Hal B. Wallis
- Photographie : Robert Kurrle
- Montage : Jack Killifer
- Genre : Drame[1]
- Musique : W. Franke Harling, Bernhard Kaun
- Production : First National Pictures
- Pays de production :  États-Unis
- Distributeur : Warner Bros.
- Durée : 79 minutes
- Dates de sortie : 
  - États-Unis : 31 décembre 1932
  - France : 23 février 1936[2]

## Distribution
- Warren William : Paul Kroll
- Lili Damita : Marta Molnar
- Glenda Farrell : Babe
- Juliette Compton : Sonia Lombard
- Claire Dodd : Ilse Wagner
- Harold Huber : Scarlatti
- John Wray : Foreman
- Spencer Charters : Oscar
- Murray Kinnell : Nyberg
- Hardie Albright : Erik Borg
- Alan Hale : Borglund
- Harry Beresford : Christian Hobe
- Ed Brady : le prisonnier demandant une allumette